# Farther Away
«Farther Away» —en español: “Más Lejos”, a veces mal escrito como “Further Away”—, es la tercera canción del EP Mystary y pertenece a la banda de metal alternativo, Evanescence.
La canción se decía pertenecer al álbum debut Fallen , pero no fue así y se utilizó como una canción descartada del sencillo Bring Me to Life. La letra de Farther Away es muy oscura, pero a la vez tiene un significado de salvación por Dios.

## Versiones
Farther Away se puede ver en 3 versiones distintas:
1. Farther Away (Versión Mystary/Fallen - Edición Japonesa/Sencillo Bring Me to Life) - 4:00
2. Farther Away (Versión Demo) - 3:53
3. Farther Away (En Vivo) - 5:02

- Datos: Q5856607